# Мачулин, Владимир Фёдорович
Влади́мир Фёдорович Мачу́лин (23 апреля 1950, Харьковская область — 27 марта 2014, Киев) — советский и украинский учёный в области элементной электроники, академик Национальной академии наук Украины (2009), доктор физико-математических наук (1995), профессор (2007), заслуженный деятель науки и техники Украины (1998), дважды лауреат государственной премии Украины в области науки и техники (1994, 2003). С 2003 года по 2010 год возглавлял Высшую аттестационную комиссию Украины.

## Биография
Родился в 1950 году в Харьковской области.
В 1973 году окончил Киевский политехнический институт.
Научную деятельность начал в Институте физики полупроводников АН УССР, где в 1978 году защитил диссертацию на приобретение ученой степени кандидата физико-математических наук. В 1995 году в Институте металлофизики им. Г. В. Курдюмова НАН Украины защитил докторскую диссертацию. В 2000 году был избран членом-корреспондентом НАН Украины. В 2003 году был назначен директором Института физики полупроводников им. В. Е. Лашкарева НАН Украина. Одновременно являлся руководителем отделения «Структурного и элементного анализа полупроводниковых материалов и систем» этого института.
Умер на 64-м году жизни 27 марта 2014 года. Похоронен на Байковом кладбище (участок № 33).

## Творчество
Мачулин был специалистом в области изучения структурного совершенства полупроводников методами рентгеновской и рентгеноакустической диагностики. Опубликовал несколько монографий, написал научные статьи, посвящённые экспериментальному исследованию закономерностей динамической дифракции рентгеновских лучей на кристаллах, которые одновременно содержат статические и смоделированные акустические искажения структуры, и созданию, на базе полученных данных, высокочувствительных рентгеноакустичних методов структурной диагностики кристаллов. Подготовил двух кандидатов наук и двух докторов наук.

## Награды и отличия
Дважды лауреат Государственной премии Украины в области науки и техники: «Рентген-оптико-акустические явления в реальных кристаллах при комбинированном воздействии различных физических полей» (1994), «Монокристаллы сапфира: разработка высокорентабельных технологий, освоение промышленного производства конкурентоспособных на мировом рынке сапфировых элементов для оптики, электроники и медицины» (2003).